# مریم تخت‌کشیان
مریم تخت‌کشیان متولد ۱۷ دی ۱۳۶۲ در تهران است. او فعالیت سینمایی خود را از سال ۱۳۸۷ با فیلم هفت و پنج دقیقه آغاز کرد. وی چهار بار نامزد دریافت جایزه سیمرغ بلورین برای بهترین عکس - اطلاع‌رسانی و تبلیغات شده‌است.
او در سی‌وهشتمین جشنواره فیلم فجر موفق به دریافت سیمرغ بلورین بخش عکس برای عکس‌های فیلم غلامرضا تختی شد.

## جوایز و نامزدی‌ها
| سال  | جایزه                             | دسته       | اثر نامزد شده       | نتیجه    | منبع  |
| ---- | --------------------------------- | ---------- | ------------------- | -------- | ----- |
| ۱۳۹۸ | سی و هشتمین جشنواره فیلم فجر      | بهترین عکس | غلامرضا تختی        | برنده    | [ ۳ ] |
| ۱۳۹۷ | سی و هفتمین جشنواره فیلم فجر      | بهترین عکس | قانون مورفی         | نامزدشده | [ ۴ ] |
| ۱۳۹۵ | سی و پنجمین دوره جشنواره فیلم فجر | بهترین عکس | نگار                | نامزدشده | [ ۱ ] |
| ۱۳۹۰ | سی‌امین دوره جشنواره فیلم فجر      | بهترین عکس | زندگی با چشمان بسته | نامزدشده | [ ۱ ] |